# Juan José Maíztegui y Besoitaiturria
Juan José Maíztegui y Besoitaiturria CMF (* 30. April 1878 in Yurreta, Bizkaia; † 28. September 1943) war ein spanischer Geistlicher und römisch-katholischer Erzbischof von Panama.

## Leben
Juan José Maíztegui y Besoitaiturria trat der Ordensgemeinschaft der Claretiner bei und empfing am 29. Juni 1902 die Priesterweihe.
Papst Pius XI. ernannte ihn am 14. Juli 1926 zum ersten Apostolischen Vikar des im November 1925 errichteten Apostolischen Vikariats Darién und drei Tage später zum Titularbischof von Tanais. Der Bischof von Los Angeles-San Diego, John Joseph Cantwell, spendete ihm am 17. Oktober desselben Jahres die Bischofsweihe; Mitkonsekratoren waren John Bernard MacGinley, Bischof von Monterey in California, und Patrick Joseph James Keane, Bischof von Sacramento. Die Amtseinführung in Darién fand am 16. Januar 1927 statt.
1932 wurde er zum Weihbischof im Erzbistum Panama und am 24. Februar des folgenden Jahres zum Erzbischof von Panama ernannt. Die Amtseinführung fand am 26. März 1933 statt.